# Viktor Klima

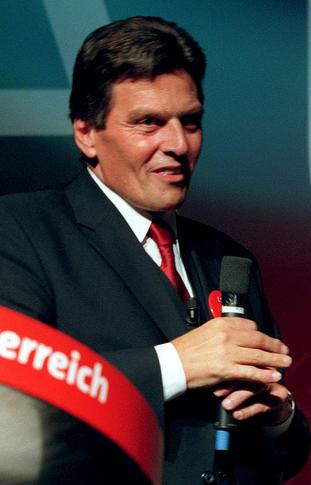
Viktor Klima

Viktor Klima (4 juni 1947) is een Oostenrijks politicus. Namens de Sociaaldemocratische Partij van Oostenrijk (SPÖ) was hij van 1997 tot 2000 bondskanselier van Oostenrijk. 
Karl Renner · Michael Mayr · Johann Schober · Walter Breisky · Johann Schober · Ignaz Seipel · Rudolf Ramek · Ignaz Seipel · Ernst Streeruwitz · Johann Schober · Carl Vaugoin · Otto Ender · Karl Buresch · Engelbert Dollfuss · Kurt Schuschnigg · Arthur Seyss-Inquart · Karl Renner · Leopold Figl · Julius Raab · Alfons Gorbach · Josef Klaus · Bruno Kreisky · Fred Sinowatz · Franz Vranitzky · Viktor Klima · Wolfgang Schüssel · Alfred Gusenbauer · Werner Faymann · Christian Kern · Sebastian Kurz · Hartwig Löger · Brigitte Bierlein · Sebastian Kurz · Alexander Schallenberg · Karl Nehammer · Alexander Schallenberg · Christian Stocker
- Gemeinsame Normdatei: 114369895
- International Standard Name Identifier: 0000 0001 1459 5947
- Library of Congress Control Number: no2003105820
- Nationale Bibliotheek van Tsjechië: xx0061220
- Virtual International Authority File: 3172809
- WorldCat: E39PBJhCyRxgydBm6VjWGkpMfq